# Lynxspinnen

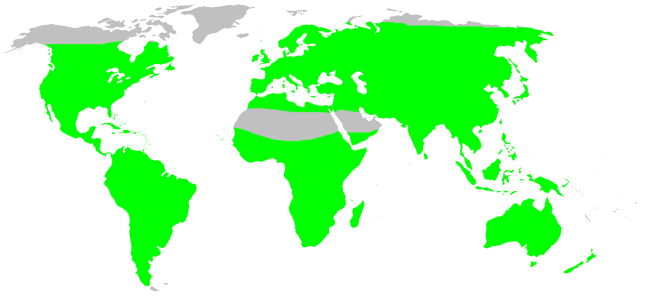
Verspreiding van de lynxspinnen.

Lynxspinnen (Oxyopidae) zijn een familie van spinnen. De familie telt 9 geslachten met daarin 419 beschreven soorten.

## Taxonomie
- Hamadruas Deeleman-Reinhold, 2009
- Hamataliwa Keyserling, 1887
- Hostus Simon, 1898
- Oxyopes Latreille, 1804
- Peucetia Thorell, 1869
- Pseudohostus Rainbow, 1915
- Schaenicoscelis Simon, 1898
- Tapinillus Simon, 1898
- Tapponia Simon, 1885